# Martinice (ort i Tjeckien, Vysočina)
Martinice är en ort i Tjeckien.   Den ligger i regionen Vysočina, i den centrala delen av landet, 140 km sydost om huvudstaden Prag. Martinice ligger 498 meter över havet och antalet invånare är 410.
Terrängen runt Martinice är platt. Runt Martinice är det ganska tätbefolkat, med 166 invånare per kvadratkilometer. Närmaste större samhälle är Velké Meziříčí, 2,6 km sydväst om Martinice. Trakten runt Martinice består till största delen av jordbruksmark.